# Allium longifolium
Allium longifolium är en amaryllisväxtart som först beskrevs av Carl Sigismund Kunth, och fick sitt nu gällande namn av Spreng.. Allium longifolium ingår i släktet lökar, och familjen amaryllisväxter. Inga underarter finns listade i Catalogue of Life.